# 水路橋

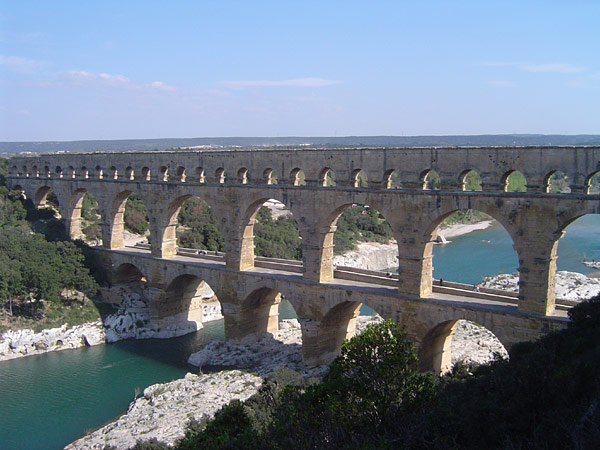
ポン・デュ・ガール
（フランス・ニーム）

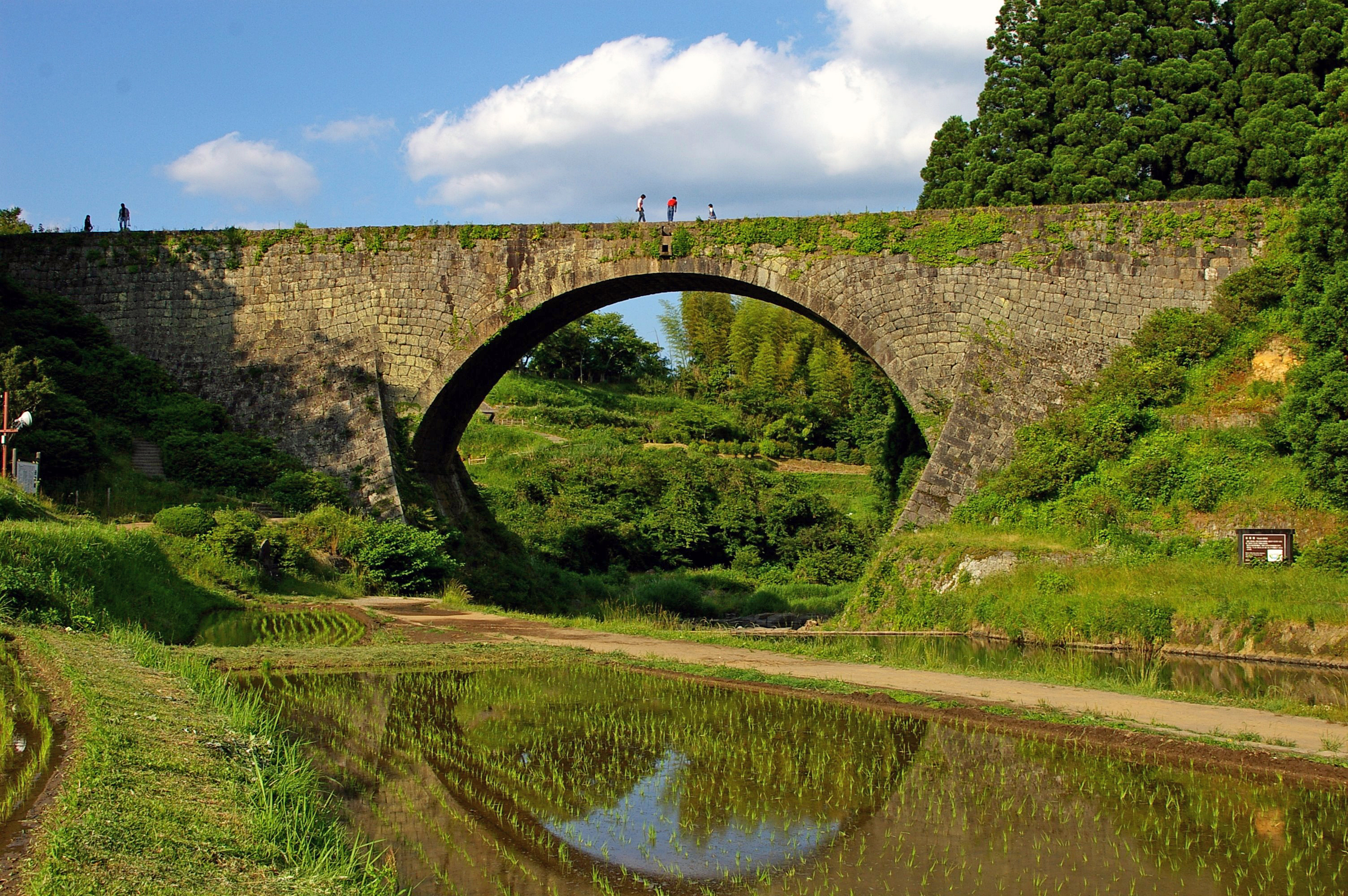
通潤橋（熊本県）

水路橋（すいろきょう）は、川や谷を渡って水を運ぶための橋である。形態から開水路橋と水管橋に分けられ、用途から水道橋や運河橋などと分類される。古風な呼び方として懸樋（かけひ）がある。川の下をくぐる構造物は伏越と呼ばれる。

## 概要
水道橋は歴史的には古代ローマのものが有名である。古代ローマではすでに逆サイフォンの原理が知られていたが、巨大な逆サイフォンを建設した場合、出水孔の水位が入水孔と同じ高さまで上がってくるかどうかが知られていなかった（実際には同じ水位になる）。このため、逆サイフォンを建設した方が安上がりな場合においても、水道橋の建設にこだわったと考えられている。
フランスには、ポン・デュ・ガールやロックファヴール水道橋などがある。

## 水管橋
水管橋（すいかんきょう）は水路橋のうち、橋の上部が水の通る管からなるものである。

## 日本の水路橋
熊本県の通潤橋（つうじゅんきょう）は、白糸台地に水を送る農業用水を主目的とした灌漑用水路橋である。高い位置から水を落として深い谷を越えるように、逆サイフォンの原理を使用している。豊富な水量とそれにかかる水圧、高低差の大きい水路管の気密を石材と目地材の漆喰（しっくい）で保つのが難しく、橋梁本体との併用になったとされる。
また、大分県には日本最大級の6連アーチ橋である明正井路一号幹線一号橋がある。
日本遺産の琵琶湖疏水には南禅寺境内を橋で通過する水路閣がある。
東京の水道橋（すいどうばし）及び水道橋駅は、神田上水懸樋と呼ばれる懸樋があったことにちなむ地名である。
また、世界最長の支間長をもつ吊橋である明石海峡大橋では、神戸市側から明石海峡をまたぎ淡路島への水道管が配管され主塔の高さは東京タワーに迫る海面上約300m。海を渡る水道橋の役割も持ちあわせており、淡路島での慢性的な水不足が解消されている。長大橋であることと海上をまたぐ水道管であり、過酷な状況下で大伸縮を含めた橋梁の変位に対応する独特の伸縮装置などの設計がなされ、道路併用橋では世界最長の水道橋になる。

### 水路橋に関する問題点
最近高度成長期に建設された水路橋が半世紀の使用にわたる脆弱化や最近の災害による脆弱化、或いは自治体の予算不足による点検及び整備不備が相まって崩落事故が発生している。2021年（令和3年）10月3日に発生した和歌山県和歌山市紀の川の六十谷水管橋崩落事故がその一例である。
また平木橋（兵庫県）に見るように、100年を経た水路橋を移設し保存した例もある。

### 様々な水路橋
- 明正井路一号幹線一号橋
- 南禅寺にある水路閣
- 水路閣の上
- 鶴見川水道橋
- 下から見上げる水管橋
- 荒川水管橋
日本一長い水管橋（全長1100.95 m）
- 神戸水道第一水道橋トラス橋
- 明石海峡大橋に併設される水管橋
- 八戸圏域水道企業団耐震管水管橋
- 岩手県住田町にある葉山めがね橋

## 世界の水路橋
ザグアンから発する水道橋は全長およそ全長120kmで世界最長とされる。長大吊り橋の代表はかつて、中央支間長1,991mのハンバー橋（1981年完成 イギリス）であったが、明石海峡大橋に抜かれた。
- 使われなくなった小型の水道橋（イギリス、リーズ）
- セゴヴィア（スペイン）
- デュ＝ガール橋（南フランス、ヴェル＝ポン＝デュ＝ガール近郊）
- ダ・プラタ水路橋の橋梁の間に立つ古民家（ポルトガル語版 ポルトガル、エヴォラ）
- スコピエ水道橋（英語版 北マケドニア、スコピエ、ローマ時代）
- ロストキンスキー・アクヴェドゥク（英語版 ロシア、モスクワ）
- ローマ時代の水路橋（チュニジア、カルタゴ）
- カレー＝イェ・ハタム橋（イラン西部、ボルージェルド）
- ヴァレンス水道橋（トルコ、イスタンブール）
- ラマス水道橋の遺構（英語版 トルコ南部、メルスィン、ローマ時代）
- マスール水道橋（英語版、インド、1966年建造）
- 水路橋（オーストラリア、シドニー、19世紀）
- デ・ロス・レメディオス橋（メキシコ、ナウカルパン）
- （メキシコ、チワワ）
- カリオカ水路橋（英語版 ブラジル、リオデジャネイロ）